# Brasinca
Brasinca war ein brasilianischer Hersteller von Automobilen und Karosserien.

## Unternehmensgeschichte
Das Unternehmen wurde im September 1949 in São Paulo gegründet. Die Produktion von Omnibussen begann. Ebenso wurden Aufbauten für FNM und andere Abnehmer hergestellt. 1964 kamen Personenkraftwagen dazu. Der Markenname lautete Brasinca. 1965 oder 1966 wurde die Produktion dieses Modells an Sociedade Técnica de Veículos abgegeben. Von 1986 bis etwa 1996 entstanden erneut Kraftfahrzeuge unter eigenem Markennamen. Für diese Zeit ist die Firmierung Brasinca Veículos Especiais überliefert.
1996 übernahm Usiminas Anteile am Unternehmen und 1999 das komplette Unternehmen, nachdem es bereits 1997 finanzielle Schwierigkeiten gab.

## Automobile
Das erste Modell wurde 1964 auf einer Automobilausstellung präsentiert. Im März 1965 begann die Serienproduktion. Der 4200 GT war ein luxuriöses Coupé, entworfen von Rigoberto Soler. Die Basis bildete ein Kastenrahmen. Ein Sechszylindermotor von Chevrolet mit 4271 cm³ Hubraum und 155 PS Leistung trieb die Fahrzeuge an. Im GTS leistete der Motor 171 PS. Das Fahrzeug war nur 126 cm hoch. Mit 200 km/h Höchstgeschwindigkeit galt es als das schnellste brasilianische Straßenfahrzeug. Hiervon entstanden etwa 50 Stück. Eine andere Quelle nennt 40 Komplettfahrzeuge plus 35 Kit Cars.
Die Fahrzeuge ab 1986 waren Pick-ups auf der Basis eines Chevrolet-Pick-ups. Der Passo Fino war zweitürig und der Mangalarga viertürig. Beide gab es auch mit hinterem Aufbau.